# Jan Sicilský
Jan Sicilský (italsky Giovanni di Sicilia nebo Giovanni di Randazzo, 1317 – 3. dubna 1348 Catania) byl vévoda z Randazza, Athén, Neopatrie a hrabě z Malty. V letech 1342-1348 byl regentem Sicilského království.
Narodil se jako jeden z mladších synů sicilského krále Fridricha II. a Eleonory, dcery neapolského krále Karla Chromého. Roku 1338 podědil po skonu staršího bratra Viléma vévodství athénské a neopatrijské. V létě roku 1342 nečekaně zesnul jeho další starší bratr a král Petr II. Jan se společně s královnou vdovou ujal regentství za nezletilého, již v září korunovaného synovce Ludvíka.
Byl diplomatem schopným zmírnit napětí panující mezi místními starousedlíky a katalánskou šlechtou, snažil se najít kompromis. Pokoušel se o uzavření tzv. míru z Catanie s neapolskou královnou Johanou, který ztroskotal na nesouhlasu parlamentu. Zemřel roku 1348 na morovou nákazu a byl pohřben v katedrále v Catanii.